# Universal Motown Records
Universal Motown Records was een  Amerikaans platenlabel, dat opereerde als dochteronderneming van Universal Motown Republic Group. Het was de hedendaagse "incarnatie" van het alom bekende Motown Records. Het label omvatte voornamelijk urbanartiesten, maar er stonden ook een aantal rockartiesten getekend bij het label.
Ter herdenking van de vijftigste verjaardag van Motown Records begon Universal Motown Records met de heruitgave van klassieke opnames, in samenwerking met Universal Music Enterprises. 
In 2005 werd Motown Records samengevoegd met alle R&B-artiesten van Universal Records. Sylvia Rhone werkte als CEO voor het bedrijf. 
In 2011 werd het label opgedoekt, door samenvoegingen met The Island Def Jam Music Group. 